# Sandro Bazadze
Sandro Bazadze (gruzínsky სანდრო ბაზაძე; * 29. července 1993 Tbilisi) je gruzínský sportovní šermíř. Je pravák a specializuje se na šerm šavlí. V roce 2023 je v čele světového žebříčku Mezinárodní šermířské federace. Původně hrál fotbal, šermu se začal věnovat ve třinácti letech pod vedením svého otce Meraba Bazadzeho, který je předsedou Gruzínského šermířského svazu. V reprezentaci debutoval roku 2009, kdy ho  prvním kole evropského šampionátu vyřadil Björn Hübner-Fehrer z Německa.
V roce 2013 se stal juniorským mistrem Evropy a v následujícím roce juniorským mistrem světa. Reprezentoval Gruzii na olympiádě 2016, kde vypadl v osmifinále. Na mistrovství Evropy v šermu v letech 2017, 2018 a 2019 získal třikrát po sobě bronzovou medaili. Na LOH 2020 skončil v soutěži šavlistů na čtvrtém místě. V roce 2022 vyhrál turnaj Světového poháru v Tbilisi, stal se mistrem Evropy a vybojoval bronz na mistrovství světa v šermu. Evropský titul obhájil v roce 2023 a poté zvítězil také na Evropských hrách.